# Futbol Club Barcelona 2006-2007

## Maglie e divise
| Casa | Trasferta | Terza |

## Rosa
| N. |                        | Ruolo | Calciatore                 |
| -- | ---------------------- | ----- | -------------------------- |
| 1  | Spagna (bandiera)      | P     | Víctor Valdés              |
| 2  | Brasile (bandiera)     | D     | Juliano Belletti           |
| 3  | Brasile (bandiera)     | C     | Thiago Motta               |
| 4  | Messico (bandiera)     | D     | Rafael Márquez             |
| 5  | Spagna (bandiera)      | D     | Carles Puyol (capitano)    |
| 6  | Spagna (bandiera)      | C     | Xavi (vice-capitano)       |
| 7  | Islanda (bandiera)     | A     | Eiður Guðjohnsen           |
| 8  | Francia (bandiera)     | A     | Ludovic Giuly              |
| 9  | Camerun (bandiera)     | A     | Samuel Eto'o               |
| 10 | Brasile (bandiera)     | A     | Ronaldinho (Vice-capitano) |
| 11 | Italia (bandiera)      | D     | Gianluca Zambrotta         |
| 12 | Paesi Bassi (bandiera) | C     | Giovanni van Bronckhorst   |
| 15 | Brasile (bandiera)     | C     | Edmílson                   |

| N. |                       | Ruolo | Calciatore         |
| -- | --------------------- | ----- | ------------------ |
| 16 | Brasile (bandiera)    | D     | Sylvinho           |
| 18 | Spagna (bandiera)     | A     | Santiago Ezquerro  |
| 19 | Argentina (bandiera)  | A     | Lionel Messi       |
| 20 | Portogallo (bandiera) | C     | Deco               |
| 21 | Francia (bandiera)    | D     | Lilian Thuram      |
| 22 | Argentina (bandiera)  | A     | Javier Saviola     |
| 23 | Spagna (bandiera)     | D     | Oleguer            |
| 24 | Spagna (bandiera)     | C     | Andrés Iniesta     |
| 25 | Spagna (bandiera)     | P     | Albert Jorquera    |
| 26 | Spagna (bandiera)     | D     | Jesús Olmo         |
| 27 | Spagna (bandiera)     | C     | Jordi Gómez        |
| 28 | Spagna (bandiera)     | P     | Rubén Martínez     |
| 31 | Messico (bandiera)    | C     | Giovani dos Santos |
| 32 | Spagna (bandiera)     | C     | Marc Crosas        |

## Calciomercato

### Sessione estiva
| Acquisti         | Acquisti           | Acquisti         | Acquisti                  |
| R.               | Nome               | da               | Modalità                  |
| ---------------- | ------------------ | ---------------- | ------------------------- |
| D                | Gianluca Zambrotta | Juventus         | definitivo (14 milioni €) |
| D                | Lilian Thuram      | Juventus         | definitivo (5 milioni €)  |
| A                | Eiður Guðjohnsen   | Chelsea          | definitivo (12 milioni €) |
| Altre operazioni |                    |                  |                           |
| R.               | Nome               | da               | Modalità                  |
| A                | Javier Saviola     | Siviglia         | fine prestito             |
| P                | Rüştü Reçber       | Fenerbahçe       | fine prestito             |
| D                | Fernando Navarro   | Maiorca          | fine prestito             |
| D                | Damià Abella       | Racing Santander | fine prestito             |
| D                | Óscar López        | Real Betis       | fine prestito             |

| Cessioni         | Cessioni         | Cessioni      | Cessioni                 |
| R.               | Nome             | a             | Modalità                 |
| ---------------- | ---------------- | ------------- | ------------------------ |
| C                | Mark van Bommel  | Bayern Monaco | definitivo (6 milioni €) |
| D                | Fernando Navarro | Maiorca       | definitivo (6 milioni €) |
| D                | Damià Abella     | Real Betis    | definitivo (1 milione €) |
| D                | Óscar López      | Real Betis    | definitivo (200 mila €)  |
| A                | Henrik Larsson   | Helsingborg   | gratuito                 |
| P                | Rüştü Reçber     | Fenerbahçe    | gratuito                 |
| D                | Gabri            | Ajax          | gratuito                 |
| A                | Maxi López       | Maiorca       | prestito                 |
| Altre operazioni |                  |               |                          |
| R.               | Nome             | da            | Modalità                 |

### Sessione invernale
| Acquisti         | Acquisti         | Acquisti         | Acquisti         |
| R.               | Nome             | da               | Modalità         |
| Altre operazioni | Altre operazioni | Altre operazioni | Altre operazioni |
| R.               | Nome             | da               | Modalità         |
| ---------------- | ---------------- | ---------------- | ---------------- |

| Cessioni         | Cessioni         | Cessioni         | Cessioni         |
| R.               | Nome             | a                | Modalità         |
| Altre operazioni | Altre operazioni | Altre operazioni | Altre operazioni |
| R.               | Nome             | da               | Modalità         |
| ---------------- | ---------------- | ---------------- | ---------------- |

## Risultati

### Copa del Rey

#### Quarto turno
| Arbitro: | Carlos Clos Gómez |

|                          |           |                     |
| Tarradellas 90+2’ (rig.) | Marcatori | 63’, 77’ Guðjohnsen |

| Arbitro: | Miguel Ángel Ayza Gámez |

|                                                   |           |  |
| Van Bronckhorst 23’ Ezquerro 39’ Saviola 79’, 83’ | Marcatori |  |

#### Ottavi di finale
| Arbitro: | Fernando Teixeira Vitienes |

|  |           |                  |
|  | Marcatori | 57’, 80’ Saviola |

| Arbitro: | Manuel Ángel Pérez Lima |

|                       |           |                                     |
| Saviola 15’, 21’, 62’ | Marcatori | 34’ Wellington Paulista 41’ Arthuro |

#### Quarti di finale
| Arbitro: | Julián Rodríguez Santiago |

|  |           |           |
|  | Marcatori | 77’ Diogo |

| Saragozza 28 febbraio 2007, ore 21:00 CET Quarti di finale - Ritorno | Real Saragozza | 1 – 2 (2-2 agg.) referto | Barcellona | La Romareda |
| \| \| \| \| \| Piqué 79’ \| Marcatori \| 18’ Xavi 25’ Iniesta \|     |                |                          |            |             |
|                                                                      |                |                          |            |             |
| Piqué 79’                                                            | Marcatori      | 18’ Xavi 25’ Iniesta     |            |             |

#### Semifinali
| Arbitro: | Manuel Enrique Mejuto González |

|                                                  |           |                     |
| Xavi 18’ Messi 29’, 45’ Guðjohnsen 63’ Eto'o 74’ | Marcatori | 58’ Güiza 60’ Nacho |

| Arbitro: | Luis Medina Cantalejo |

|                                        |           |  |
| Casquero 37’ Güiza 43’, 73’ Dorado 70’ | Marcatori |  |

### Supercoppa di Spagna
| Arbitro: | González Vázquez |

|  |           |           |
|  | Marcatori | 43’ Giuly |

| Arbitro: | Mejuto González |

|                      |           |  |
| Xavi 2’ Deco 12’ 62’ | Marcatori |  |

### UEFA Champions League

#### Fase a gironi
| Arbitro: | Plautz |

|                                                           |           |  |
| Iniesta 7’ Giuly 39’ Puyol 49’ Eto'o 58’ Ronaldinho 90+3’ | Marcatori |  |

| Arbitro: | Rosetti |

|                  |           |           |
| Puyol 56’ (aut.) | Marcatori | 89’ Messi |

| Arbitro: | De Bleeckere |

|            |           |  |
| Drogba 47’ | Marcatori |  |

| Arbitro: | Farina |

|                        |           |                          |
| Deco 3’ Guðjohnsen 58’ | Marcatori | 52’ Lampard 90+3’ Drogba |

| Arbitro: | Baskakov |

|  |           |                      |
|  | Marcatori | 5’ Giuly 65’ Iniesta |

| Arbitro: | Busacca (CHE) |

|                               |           |  |
| Ronaldinho 13’ Guðjohnsen 18’ | Marcatori |  |

#### Fase a eliminazione diretta

##### Ottavi di finale
| Arbitro: | Vassaras |

|          |           |                       |
| Deco 14’ | Marcatori | 43’ Bellamy 74’ Riise |

| Arbitro: | Fandel |

|  |           |                |
|  | Marcatori | 75’ Guðjohnsen |

### Supercoppa UEFA
| Arbitro: | Stefano Farina |

|  |           |                                          |
|  | Marcatori | 7’ Renato 45’ Kanouté 90’ (rig.) Maresca |

### Coppa del mondo per club
| Arbitro: | Óscar Ruiz |

|  |           |                                                    |
|  | Marcatori | 11’ Gudjohnsen 30’ Marquez 65’ Ronaldinho 85’ Deco |

#### Finale
| Arbitro: | Carlos Batres |

|                    |           |  |
| Adriano Gabiru 82’ | Marcatori |  |

## Statistiche

### Statistiche di squadra
| Competizione             | Punti | In casa | In casa | In casa | In casa | In casa | In casa | In trasferta | In trasferta | In trasferta | In trasferta | In trasferta | In trasferta | In campo neutro | In campo neutro | In campo neutro | In campo neutro | In campo neutro | In campo neutro | Totale | Totale | Totale | Totale | Totale | Totale | DR  |
| Competizione             | Punti | G       | V       | N       | P       | Gf      | Gs      | G            | V            | N            | P            | Gf           | Gs           | G               | V               | N               | P               | Gf              | Gs              | G      | V      | N      | P      | Gf     | Gs     | DR  |
| ------------------------ | ----- | ------- | ------- | ------- | ------- | ------- | ------- | ------------ | ------------ | ------------ | ------------ | ------------ | ------------ | --------------- | --------------- | --------------- | --------------- | --------------- | --------------- | ------ | ------ | ------ | ------ | ------ | ------ | --- |
| Liga                     | 76    | 19      | 14      | 5       | 0       | 41      | 12      | 19           | 8            | 5            | 6            | 37           | 21           | -               | -               | -               | -               | -               | -               | 38     | 22     | 10     | 6      | 78     | 33     | +45 |
| Coppa del Re             | -     | 4       | 3       | 0       | 1       | 12      | 5       | 4            | 3            | 0            | 1            | 6            | 6            | -               | -               | -               | -               | -               | -               | 8      | 6      | 0      | 2      | 18     | 11     | +7  |
| Supercoppa di Spagna     | -     | 1       | 1       | 0       | 0       | 3       | 0       | 1            | 1            | 0            | 0            | 1            | 0            | -               | -               | -               | -               | -               | -               | 2      | 2      | 0      | 0      | 4      | 0      | +4  |
| Champions League         | -     | 4       | 2       | 1       | 1       | 10      | 4       | 4            | 2            | 1            | 1            | 4            | 2            | -               | -               | -               | -               | -               | -               | 8      | 4      | 2      | 2      | 14     | 6      | +8  |
| Supercoppa UEFA          | -     | -       | -       | -       | -       | -       | -       | -            | -            | -            | -            | -            | -            | 1               | 0               | 0               | 1               | 0               | 3               | 1      | 0      | 0      | 1      | 0      | 3      | -3  |
| Coppa del mondo per club | -     | -       | -       | -       | -       | -       | -       | -            | -            | -            | -            | -            | -            | 2               | 1               | 0               | 1               | 4               | 1               | 2      | 1      | 0      | 1      | 4      | 1      | +3  |
| Totale                   | -     | 28      | 20      | 6       | 2       | 66      | 21      | 28           | 14           | 6            | 8            | 48           | 29           | 3               | 1               | 0               | 2               | 4               | 4               | 59     | 35     | 12     | 12     | 118    | 54     | +64 |

### Andamento in campionato
| Giornata  | 1 | 2 | 3 | 4 | 5 | 6 | 7 | 8 | 9 | 10 | 11 | 12 | 13 | 14 | 15 | 16 | 17 | 18 | 19 | 20 | 21 | 22 | 23 | 24 | 25 | 26 | 27 | 28 | 29 | 30 | 31 | 32 | 33 | 34 | 35 | 36 | 37 | 38 |
| --------- | - | - | - | - | - | - | - | - | - | -- | -- | -- | -- | -- | -- | -- | -- | -- | -- | -- | -- | -- | -- | -- | -- | -- | -- | -- | -- | -- | -- | -- | -- | -- | -- | -- | -- | -- |
| Luogo     | T | C | T | C | T | C | T | C | T | C  | T  | C  | T  | C  | T  | C  | T  | T  | C  | C  | T  | C  | T  | C  | T  | C  | T  | C  | T  | C  | T  | C  | T  | C  | T  | C  | C  | T  |
| Risultato | V | V | V | N | V | V | P | V | N | V  | V  | V  | N  | V  | N  | N  | N  | P  | V  | V  | N  | V  | P  | V  | P  | N  | V  | V  | P  | V  | P  | V  | V  | N  | V  | V  | N  | V  |
| Posizione | 3 | 2 | 2 | 3 | 2 | 1 | 2 | 1 | 2 | 1  | 1  | 1  | 1  | 1  | 1  | 2  | 2  | 2  | 1  | 1  | 1  | 1  | 1  | 1  | 2  | 1  | 1  | 1  | 1  | 1  | 1  | 1  | 1  | 2  | 2  | 2  | 2  | 2  |

Legenda:

Luogo: C = Casa; T = Trasferta. Risultato: V = Vittoria; N = Pareggio; P = Sconfitta.